# Rue de la Grande-Truanderie
Rue de la Grande-Truanderie är en gata i Quartier des Halles i Paris första arrondissement. Gatans namn är av oklart ursprung. Rue de la Grande-Truanderie börjar vid Boulevard de Sébastopol 55 och slutar vid Rue Mondétour.

## Omgivningar
- Saint-Leu-Saint-Gilles
- Saint-Gervais-Saint-Protais
- Rue de la Petite-Truanderie
- Rue du Cygne
- Rue Rambuteau
- Rue des Prêcheurs
- Rue de la Cossonnerie

## Bilder
| - Gatuskylt. - Saint-Leu-Saint-Gilles. - Saint-Gervais-Saint-Protais. |

## Kommunikationer
- Tunnelbana – linje  – Étienne Marcel
- Busshållplats Sébastopol – Étienne Marcel – Paris bussnät

### Webbkällor
- ”Rue de la Grande-Truanderie”. Mairie de Paris. https://web.archive.org/web/20150910064814/http://www.v2asp.paris.fr/commun/v2asp/v2/nomenclature_voies/Voieactu/4238.nom.htm. Läst 21 oktober 2023.
- ”Rue de la Grande-Truanderie (1er arrondissement)”. Les rues de Paris. https://web.archive.org/web/20190806181305/http://www.parisrues.com/rues01/paris-01-rue-de-la-grande-truanderie.html. Läst 21 oktober 2023.